# Rudolf Presber
Hermann Otto Rudolf Presber (* 4. Juli 1868 in Frankfurt am Main; † 30. September 1935 in Potsdam) war ein deutscher Schriftsteller, Dramatiker und Drehbuchautor.

Rudolf Presber 1911

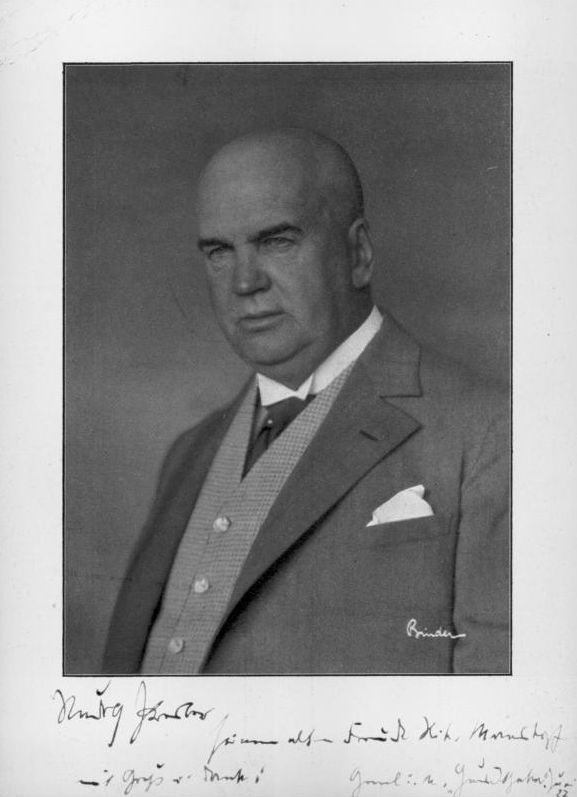
Rudolf Presber 1927

Dreiklang, Ein Buch Gedichte, Stuttgart und Berlin, 1904, Erstausgabe

## Leben
Der Sohn des Lehrers und Schriftstellers Hermann Presber (1830–1884) schrieb bereits als Primaner am Gymnasium in Karlsruhe ein Festspiel zur 300-Jahr-Feier der Schule. Nach dem Abitur studierte er Philosophie, Literatur und Kunstgeschichte an den Universitäten in Heidelberg und Freiburg im Breisgau. 1892 wurde er mit einer Dissertation über Arthur Schopenhauer zum Dr. phil. promoviert. 1894 wurde Presber Feuilletonredakteur beim Frankfurter General-Anzeiger. Er veröffentlichte dort zahlreiche Theaterkritiken. Seine Feuilletons „Frankfurter Spaziergänge“ fanden bei der Leserschaft großen Anklang. 1898 siedelte er nach Berlin über, blieb aber noch für ein Jahr als Berichterstatter für den Frankfurter General-Anzeiger tätig. 1898 zog er nach Berlin, wo er eine Anstellung bei der Zeitung Die Post erhielt. Dort war er als Redakteur für den Feuilleton-Teil und als Theaterkritiker tätig, bevor er 1905 Schriftleiter der Lustigen Blätter wurde. Für diese Zeitschrift arbeitete er 30 Jahre bis zu seinem Tod. Zwischenzeitlich war er als freischaffender Schriftsteller tätig.
Von 1892 bis 1899 war er mit Hedwig Dietz verheiratet. 1909 heiratete er in zweiter Ehe Emma Otten aus Holland, mit der er eine nach eigenen Plänen errichtete Villa in Berlin-Grunewald bezog und die Ferien oft im eigenen Ferienhaus in Morcote am Luganersee verbrachte. Mit seiner dritten Frau Lucie Ernst verbrachte er die Ferienzeit oft in Graal an der Ostsee.
Noch vor dem Ersten Weltkrieg feierte Presber erste Erfolge als Schriftsteller und Bühnenautor. Mehrere seiner Stücke liefen an verschiedenen Theatern in Berlin. Nach seinem Kriegseinsatz entwickelte er sich zu einem viel gelesenen Autor. 
Bereits zu Beginn der 1930er Jahre schlug er sich auf die Seite der Nationalsozialisten. Nach der Machtübernahme unterschrieb Rudolf Presber im Oktober 1933 gemeinsam mit weiteren 87 Schriftstellern das Gelöbnis treuester Gefolgschaft für Adolf Hitler.
Von seinen Büchern wurde 1935 Liselotte von der Pfalz von Carl Froelich verfilmt. Er schrieb selbst mehrere Drehbücher, unter anderem 1917 für Dornröschen. 1935 verfasste er zusammen mit Leo Lenz die Komödie Hofjagd in Steineich. Im selben Jahr starb Rudolf Presber während einer Bruchoperation im St.-Josephs-Krankenhaus in Potsdam. Er wurde auf dem dortigen Neuen Friedhof beigesetzt. In Frankfurt-Dornbusch ist eine Straße nach ihm benannt.
1946 wurde sein Buch Ein delikater Auftrag (Brunnen-Verlag, Berlin 1934) in der Sowjetischen Besatzungszone auf die Liste der auszusondernden Literatur gesetzt.

## Werke (Auswahl)
- Media in vita
- Geweihte Stätten, 1914, Vita Deutsches Verlagshaus, Berlin-Charlottenburg
- Die Dame mit den Lilien
- Von ihr und ihm
- Mein Patient
- Mein Talent
- Der Retter in der Not
- Dreiklang
- Von Kindern und jungen Hunden
- Der Rubin der Herzogin
- Die Zimmer der Frau von Sonnenfels
- Der silberne Kranich
- Mein Bruder Benjamin
- Die Rose seiner Majestät
- Liselotte von der Pfalz
- Der Kampf mit dem Alltag
- Die bunte Kuh
- Von Leutchen, die ich lieb gewann
- Die Diva und andere Satiren
- Der Weg zum Ruhm
- Die sieben törichten Jungfrauen
- Der Tag von Damaskus
- Haus Ithaka
- Pierrot
- Der Mann im Nebel (ein Roman erschienen 1883 beim August Scherl [Verlag] G.m.b.h / Berlin GW)
- Das goldene Lachen. Ein humoristischer Familienschatz in Wort und Bild, Berlin, Verlag von Neufeld und Henius, [um 1910]
- Vater ist im Kriege. Ein Bilderbuch für Kinder, Berlin, Verlag Hermann Hilger 1915
- Der Vicomte, Stuttgart 1897
- Der Untermensch und andere Satiren, Leipzig 1905
- Von Torheit und Freude, Berlin [um 1910]
- Der Geist der Siebten Rheinischen Ulanen (zur Denkmalsweihe in Rhöndorf)
- Der Stern von Saragossa, Ein Berliner Roman (1927 im Verlag Dr. Selle – Eysler A.G. Berlin SW 68)
- Das Horn von Thurn und Taxis, Berlin 1934
- Ich gehe durch mein Haus. Erinnerungen, Stuttgart 1935
- Der Herr mit den Chrysanthemen. Fröhliche Geschichten, Bremen 1943

### Drehbuch
- 1924/1925: Der behexte Neptun. Paulchen als Sportsmann